# 安田裕美
安田 裕美（やすだ ひろみ、男性、1948年4月7日 - 2020年7月6日）は、日本の作曲家・編曲家・ギタリスト。北海道小樽市出身。実妻はシンガーソングライターの山崎ハコ（大分県日田市出身）。

## 経歴
小樽桜陽高等学校卒業、獨協大学外国語学部ドイツ語学科中退。六文銭、フライング・キティ・バンドのメンバーとして活動。その後、サポート・ギタリストをする傍ら、作曲・編曲活動も行う。井上陽水のデビュー当時を支えたバック・ギタリストとして有名。

## 死没
2020年7月6日14時33分（JST）、かねてから患っていた大腸がんのため死去。72歳没。訃報は山崎の所属レコード会社であるテイチクエンタテインメントから発表された。また通夜及び告別式は本人の遺志により執り行われないという。

## 主な作曲・編曲
- アリス
  - それぞれの秋（編曲）
  - 過ぎゆくものは…（編曲）
- 井上陽水
  - Music High（編曲）
  - もうじき夏がくる（編曲）
- 小椋佳
  - ひときれの青空（作曲）
  - いまさら（作曲）
  - あくび（作曲）
  - 天井（作曲）
  - 春なんだなぁ（編曲）
  - 君の肩越しに（編曲）
  - 君が旅に出ると言った時には（編曲）
  - インターミッション（編曲）
  - 憧れ遊び（編曲）
  - こうして（編曲）
  - ただお前がいい（編曲）
  - 何故でしょう（編曲）
- 海援隊
  - 漂流船（編曲）
  - 夕暮れに（編曲）
- 中島みゆき
  - 杏村から（編曲）
  - あなたが海を見ているうちに（編曲）
- 中村雅俊
  - 盆帰り（編曲）
  - 風のない日（編曲）
  - ただお前がいい（編曲）
- フォーリーブス
  - 遠い日（編曲）
- フライング・キティ・バンド
  - 墓石を空へ（作曲）
  - いらだち（作曲）
- 松山千春
  - 帰りたい（編曲）
- ドキュメンタリー映画「東京ソーダ水」（音楽）

## 参加作品
- 石川さゆり
  - 花火
- 井上陽水
  - 帰れない二人
  - ゼンマイじかけのカブト虫
  - あどけない君のしぐさ
  - 桜三月散歩道
- 小椋佳
  - さらば青春
- 菅原進
  - 琥珀色の日々
- 崎谷健次郎
  - 君がいた休日
  - あじさい
  - 愛はいつも
- 宗次郎
  - 悲しい水
- 中村雅俊
  - 盆帰り
- 松原正樹
  - SOYOGI
- 松山千春
  - 雪化粧
  - これ以上
- 山崎ハコ
  - 望郷
  - 織江の唄
  - 白い花
  - 東京港町気分
  - ごめん…

## 作品

### アルバム
| 発売日        | タイトル                                          | レーベル                   | 規格 | 規格品番  |
| ------------- | ------------------------------------------------- | -------------------------- | ---- | --------- |
| 2021年6月30日 | 山崎ハコ セレクション「ギタリスト安田裕美の軌跡」 | テイチクエンタテインメント | CD   | TECE-3635 |